# Boeremag

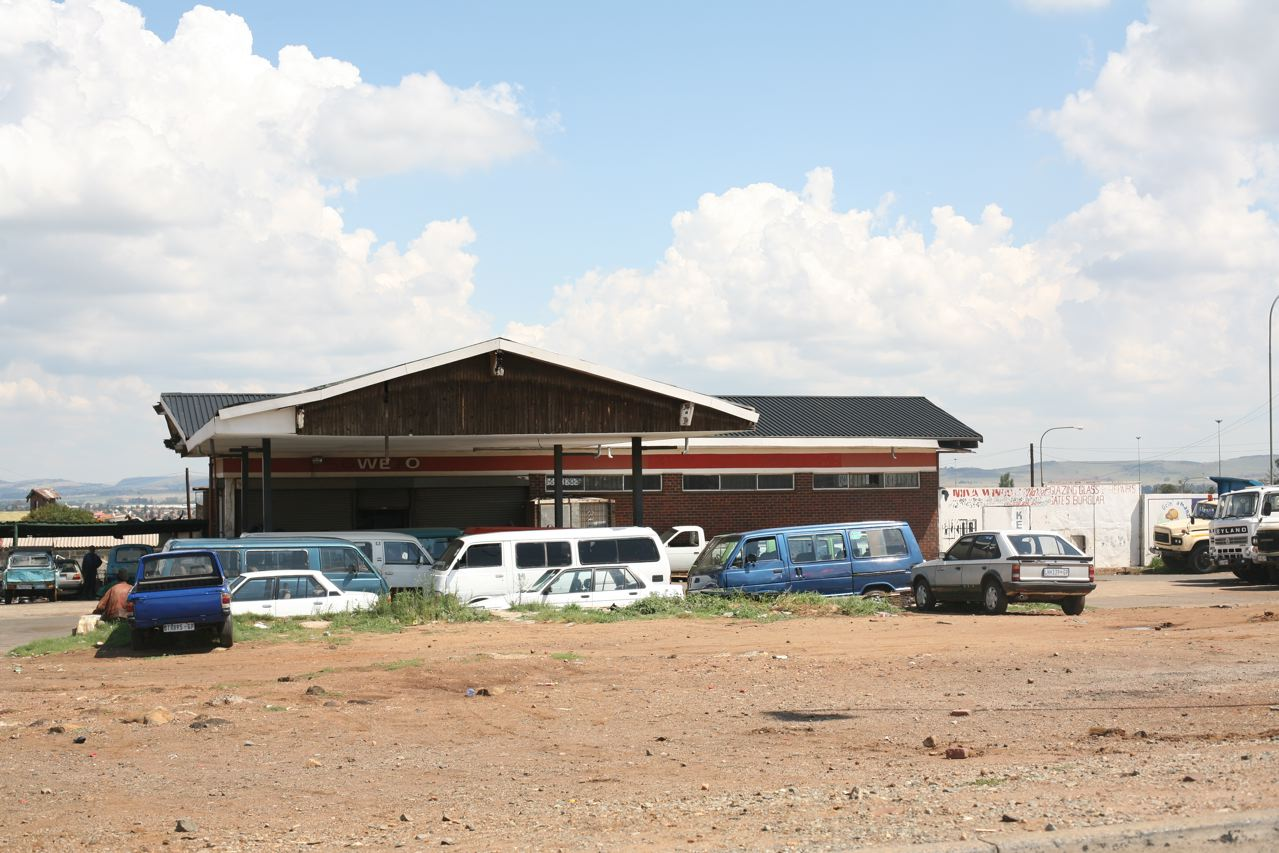
Una estación de servicio en Soweto, Sudáfrica, fue bombardeada por el Boeremag.

El Boeremag ([ˈbuːr.ə.maχ], "Boer Force") es el nombre con el que se conoce comúnmente a un grupo de hombres condenados por traición en Sudáfrica. El gobierno sudafricano los describió como una organización terrorista de extrema derecha sudafricana con objetivos separatistas blancos. Los Boeremag fueron acusados de planificar el derrocamiento del gobierno gobernante del Congreso Nacional Africano y restablecer una nueva república administrada por los bóeres que recordaba la era en la que los bóeres administraban repúblicas independientes durante el siglo XIX después del Gran Viaje.
Las fuerzas del orden que se encargan de hacer cumplir la ley sudafricana acusan al Boeremag de ser responsable de los atentados con bomba en Soweto en 2002 y arrestaron a veintiséis hombres, supuestamente miembros del Boeremag, en noviembre y diciembre de 2002, supuestamente incautando más de 1.000 kilogramos de explosivos en el proceso. Más arrestos se realizaron en marzo de 2003.
El primer juicio de los sospechosos de Boeremag comenzó bajo estrictas medidas de seguridad en Pretoria en mayo de 2003. Veintidós hombres fueron acusados de cuarenta y dos cargos de traición, asesinato y posesión ilegal de armas. Seis se declararon inocentes, dos no se han declarado culpables, uno se niega a declarar y trece están impugnando la jurisdicción del tribunal, alegando que la constitución y el gobierno de Sudáfrica posteriores al apartheid son ilegítimos.
Durante el juicio se revelaron los planes para volar por los aires al actor sudafricano Casper de Vries junto con otras ocho personas. Se cita al grupo diciendo que la razón de este plan era que De Vries "no estaba en el camino correcto".
En octubre de 2004, el Tribunal Superior de Pretoria escuchó el testimonio de un testigo, Deon Crous, quien declaró bajo juramento que había ayudado a dos de los acusados, Kobus Pretorius y Jacques Jordaan, a fabricar 1500 kg de explosivos. Crous testificó que cinco cantidades de 300 kg estaban reservados para cinco bombas separadas. Uno de los ataques con bomba planeados fue cancelado porque había un riesgo demasiado alto de que los civiles blancos resultaran heridos. Las bombas iban a ser detonadas el 13 de diciembre de 2002, con varios ataques planeados para seguir a los bombardeos.
A principios de mayo de 2006, se informó que Herman van Rooyen y Rudi Gouws, dos de los principales miembros juzgados, escaparon. Los dos hombres fueron recapturados el 20 de enero de 2007 y debían comparecer ante el tribunal para enfrentar cargos de fuga y posesión ilegal de armas de fuego.
A fines de octubre de 2013, Mike du Toit, el cabecilla de un complot para asesinar a Nelson Mandela y expulsar a los negros de Sudáfrica, fue declarado culpable de traición y sentenciado a 35 años de prisión. Otros veinte miembros del Boeremag también fueron condenados a penas de prisión de entre cinco y 35 años. Entre ellos, Herman van Rooyen y Rudi Gouws, dos de los co-conspiradores de Du Toit que recibieron sentencias más largas por su papel en la colocación de bombas en su intento de asesinar a Nelson Mandela.
Estos hombres han estado encarcelados desde 2002. El juicio duró 11 años.